# Polyrhachis scissa
Polyrhachis scissa är en myrart som först beskrevs av Julius Roger 1862.  Polyrhachis scissa ingår i släktet Polyrhachis och familjen myror. Inga underarter finns listade i Catalogue of Life.